# 日本テレネット (ゲーム会社)
株式会社日本テレネット（にほんテレネット、英: TELENET JAPAN Co. LTD）は、かつて存在した日本のゲーム会社。

## 歴史
1983年10月27日、パソコン用ゲームソフトの制作を目的に設立された。ただし当初は通信関連企業を設立する予定であった。8ビットパソコン時代は、後にウルフ・チームとして独立する開発チームが製作した『ファイナルゾーン』や『夢幻戦士ヴァリス』といった、オープニングやエンディング、ステージ間でビジュアルシーンを採用した作品がヒットしたことで、ビジュアル重視の製作スタイルを確立。以後このスタイルは同社作品最大の特徴となる。
1990年代前半にCD-ROM²・SUPER CD-ROM²やメガCDで大容量メディアのCD-ROMを扱えるようになると、ビジュアルシーンにアニメーションを積極的に導入し、鍋島修や、一時期同社に所属していた越智一裕といった有名アニメーターをビジュアルシーン制作（演出、デザイン、原画）に迎えるなど、この傾向をさらに加速化させた。
一方で、短い納期などゲーム開発のノウハウを無視した経営だったという指摘もあった。
『ガイアレス』のプログラムおよびゲームデザインを担当したM.Yは4Gamer.netとのインタビューの中で、当時社長を務めていた福島和行がCD-ROMへの投資を考えていた一方、CD-ROMの容量をゲームだけで埋めることができないため、ゲーム内広告収入を得ようとしたという話もあり、ただでさえスケジュールが逼迫しているのに外部の人間が絡む案件を入れてほしくないという理由により辞退していたことを明かしている。一方、インタビューに同席していた新日本レーザーソフトの元社員・川出陽一は、自分が携わった『アヴェンジャー』に、営業部長からの頼みで同社と同じビルの1階に入居していた近畿日本ツーリストのゲーム内広告があったことを明かしており、そのようなことが社内の環境悪化につながった要因だと話している。
こうして社内の開発チームが次々に独立していく。その後は開発をスーパーファミコンに絞り、ブランドをウルフ・チームに統一。1995年頃からテイルズシリーズの開発、パチンコ・パチスロ関連の事業が中心となっていった。
2003年3月10日、ナムコ（現・バンダイナムコエンターテインメント）との共同出資でナムコ・テイルズスタジオを設立し、開発スタッフの大半はそちらへ異動した。ウルフ・チームブランドは消滅し、コンシューマー事業から事実上撤退。2004年には雄図グループが運営していたアダルトゲームのストリーミング配信サイト・BB5.jpを買収し、ダウンロード販売事業に進出した。
2000年代には譲渡後の一部の作品がアダルトゲーム化されるなど、それまでの作品と異なる方向性を取り入れている。このうち、『夢幻戦士ヴァリス』をアダルトゲーム化した『ヴァリスX』は過激な内容からシリーズのファンやオリジナル版のスタッフを中心に抗議の声が相次いだ。
2007年、アメリカ合衆国に置いていたゲームセンター関連の子会社での経営失敗や採算性の低下で債務超過に陥ったため、子会社だったコムシードなどの保有株式の売却やゲームソフトの営業権譲渡などで経営再建を図ったが、同年10月25日に事業を停止し、事実上の倒産を迎えた。負債総額は約10億円と報じられている。法的倒産手続はされていないが、登記面は放置されている。M.Yは、4Gamer.netとのインタビューの中で、テレネットの上層部にも目標や基軸はあったものの、ブランドイメージを大事にする部署がなかったため、倒産に至ったのではないかと推測している。

## 倒産後
2009年2月28日に発売されたコミック単行本『夢幻戦士ヴァリス Vol.2』のコピーライト表示が「©STARFISH-SD」となっている。同年12月には、サン電子が日本テレネットから発売されていたゲーム（100タイトル以上）の版権を取得した。スターフィッシュ・エスディよりニンテンドーDS向けソフト『東京トワイライト・バスターズ』が、パソコン用に日本テレネットが発売した同タイトルソフトと同じロゴで2010年10月に発売された。
その後、日本テレネットの版権はシティコネクションに渡り、2020年1月14日にソーシャルゲームメーカーのエディアがシティコネクションが所有していたテレネットの版権を取得した。その後、エディアによる「テレネットリバイバル」として『ヴァリス』『コズミック・ファンタジー』『天使の詩』などの現行機への復刻が行われている。

## 沿革
- 1983年10月27日 - 株式会社日本テレネット設立。
- 1987年3月 - 開発室であったウルフ・チームを、子会社として分社化。
- 1988年10月 - ヨドバシカメラとの共同出資により、新日本レーザーソフトを設立。
- 1990年3月 - 米国カリフォルニア州に販売会社、レノベーションプロダクツを設立。
- 1990年6月 - 新日本レーザーソフトを完全子会社化。
- 1990年7月 - ウルフ・チームを完全子会社化。
- 1991年1月 - ウルフ・チーム、新日本レーザーソフトを吸収合併。
- 1991年6月 - 本社を新宿区東五軒町より豊島区北大塚へ移転。
- 1991年12月 - マイクロワールド（後のコムシード）設立。
- 2001年4月 - コムシードに携帯電話向けコンテンツ配信サービス事業を譲渡。
- 2002年9月 - テレネット・ジェイアール（後のアイロゴス）設立。
- 2003年3月10日 - ナムコ（後のバンダイナムコエンターテインメント）との共同出資により、ナムコ・テイルズスタジオを設立。
当初の出資比率はテレネット40%、ナムコ60%だったが、2005年にはバンダイナムコ94%、その他6%、2009年6月にはバンダイナムコ100%となる。
- 2004年6月 - 雄図グループのウェブレックスが運営していたアダルトゲームのストリーミング配信サイト・BB5.jpを買収。
- 2005年2月 - テレネット・ジェイアールをデジタルアドベンチャーへ売却。
- 2007年10月 - 負債10億円で事業を停止

## 主なソフト
ウルフ・チームブランドでの発売タイトルはウルフ・チーム参照

### PC
- アメリカントラック
- アルバトロスシリーズ
- FINAL ZONE
- 夢幻戦士ヴァリスシリーズ
- プロ野球FAN
- めいず君
- 神羅万象
- PRISM
- 紫醜羅
- 反生命戦記アンドロギュヌス
- デス・ブリンガー
- ルクソール
- エグザイルシリーズ
- デジタル・デビル物語 女神転生
- コラムス -移植
- サイバーシティ
- 妖撃隊〜邪神降魔録〜
- めっちゃGOLFシリーズ - 後述のPlayStation 2ソフト『エンジョイゴルフ！』のPC版。ただし原作のエンジョイゴルフ！にあった「コースエディット」モードが削除されている。

### PCエンジン
- ヴァリス2〜4 - レーザーソフトブランド
- 夢幻戦士ヴァリス
- エグザイルシリーズ
- 天使の詩シリーズ
- FINAL ZONE2
- SUPER アルバトロス
- コズミック・ファンタジーシリーズ - レーザーソフトブランド
- なりトレ〜ザ・スゴロク'92〜 - レーザーソフトブランド
- デコボコ伝説 走るワガマンマー
- BABEL - レーザーソフトブランド
- デス・ブリンガー
- ぽっぷ'n まじっく
- 未来少年コナン
- TRAVEL エプル
- ブロウニング
- レッド・アラート
- アヴェンジャー
- レギオン
- F1チームシミュレーション プロジェクトF - レーザーソフトブランド
- レディファントム - レーザーソフトブランド
- 迷宮のエルフィーネ - レーザーソフトブランド
- サイキックストーム - 開発:アルファシステム
- キアイダン00 - 開発:アルファシステム
- 雀偵物語 - 開発:アトラス
- パズルボーイ - 移植
- サーク1,2 - 移植
- ハイグレネーダー
- ゴールデンアックス - 移植[1]
- サークIII - 移植（発売:NECホームエレクトロニクス）
- LASER SOFT VISUAL COLLECTION Vol.1 コズミック・ファンタジー ビジュアル集 - レーザーソフトブランド
- LASER SOFT VISUAL COLLECTION Vol.2 ヴァリス ビジュアル集 - レーザーソフトブランド
- コラムス - 移植、レーザーソフトブランド
- ポリス・コネクション - レーザーソフトブランド

### メガドライブ
- ヴァリスIII
- SDヴァリス - 外注作品
- ガイアレス
- 港のトレイジア
- 空牙 - 発売
- イース3 -ワンダラーズフロムイース- - 移植
- エグザイル
- ビースト・ウォーリアーズ
- グランドスラム - テニスゲーム（1992年）

### メガCD
- 魔法の少女シルキーリップ
- Aランクサンダー 誕生編
- コズミックファンタジーストーリーズ
- デス・ブリンガー 秘められた紋章
- サイボーグ009
- 仮面ライダーZO

### スーパーファミコン
- スーパーヴァリス　赤き月の乙女 - レーザーソフトブランド
- 対決!ブラスナンバーズ - レーザーソフトブランド
- サイコドリーム
- ダークキングダム
- SANKYO Fever!
- Parlor!シリーズ
- エースをねらえ!

### NINTENDO64
- Parlor!PRO64

### PlayStation
- Parlor!シリーズ
- テイルズ オブ デスティニー
- テイルズ オブ ファンタジア
- テイルズ オブ エターニア
- アドリブ王子…と不愉快な仲間達!?

### PlayStation 2
- テイルズ オブ デスティニー2 - 以降のシリーズはナムコ・テイルズスタジオが制作
- エンジョイゴルフ! - 発売元：CBC
- 麻雀飛龍伝説 天牌 - 発売元：CBC
- まーじゃんパーティー☆アイドルと麻雀勝負 - 発売元：CBC

### ニンテンドーゲームキューブ
- わいわいゴルフ - 発売:アイドス・インタラクティブ

### ゲームボーイ
- テイルズ オブ ファンタジア なりきりダンジョン（ゲームボーイカラー）

### ゲームギア
- グリフォン（ゲームギア）

### その他
- 遊々王国（携帯電話アプリ）

## アダルトゲーム化されたタイトル
カッコ内は発売メーカー。
- ヴァリスX（イーアンツ）
- アークスX（イーアンツ）
- 魔法の少女シルキーリップ（Waffle（有限会社センキ））

## かつて在籍していた主なクリエイター
- 池亀治 - 元グローディア代表
- 秋篠雅弘 - 元ウルフ・チーム代表取締役。元Jフォース代表取締役
- 谷裕紀彦（Bug太郎） - ネクスエンタテインメント取締役
- 福島孝 - メディア・ビジョンエンタテインメント代表取締役
- 金子彰史 - ウィッチクラフト取締役顧問（非常勤）およびアリア・エンターテインメント執行役員クロスメディア部チーフプロデューサー。元メディア・ビジョンエンタテインメント常務取締役からウィッチ社の代表取締役を経て現職。
- 遠藤正二朗 - ウィッチクラフト代表取締役社長。元フェイクラフト代表取締役からウィッチ社チーフディレクターを経て現職。
- 五反田義治 - トライエース代表取締役
- 初芝弘也 - トライクレッシェンド代表取締役
- 菊池英二 - ナムコ・テイルズスタジオプロデューサー
- 西健一 - Route24代表
- 則本真樹 - トライエース
- 吉岡たかを - 現在は脚本家。

### コンポーザー
- 小川史生 - 元メディアエンターテイメント代表取締役
- 恋瀬信人
- 桜庭統
- 田村信二
- 古屋亮太
- 佐藤天平
- 塩生康範
- なるけみちこ
- 梶原正裕

### 漫画家・イラストレーター
- 山根和俊
- 西安 (漫画家)
- J・さいろー
- 森山大輔 （森山犬）
- 安森然

## ゲームブランド
- ウルフ・チーム（親会社に吸収後、ブランド消滅）
- マイクロワールド（ローカライズされた海外タイトルの販売ブランド）
- レノ（RENO/Renovotion game）
- ライオット（RIOT/第1開発事業部）

## 独立・売却した会社
- コムシード - 携帯電話用のコンテンツサービス事業を売却。旧:マイクロワールド。
- テレネット・ジェイアール - 国内主要3キャリア向けに各種携帯サイトを運営している（2005年にデジタルアドベンチャーに売却、後の株式会社アイロゴス）。
- テレネット・ゴルフオンライン - ゴルフ関連サービス。
- 新日本レーザーソフト - 1991年に親会社に吸収合併

### ウルフ・チームから独立
- Jフォース - 1994年に倒産
- トライエース
- ナムコ・テイルズスタジオ - 2012年にバンダイナムコゲームスに吸収合併
- ネバーランドカンパニー - 2014年に倒産

### ライオットから独立
- メディア・ビジョンエンタテインメント
- メディアエンターテイメント - 解散